# ار اف سی ۰۰۰۳
این اراف‌سی که در آوریل سال ۱۹۶۹ ارائه شد شیوه نوشتن مستندات گروه کاری شبکه را بیان نمود. در این اراف‌سی مشخص شده است که مستندات گروه کاری شبکه می‌تواند شامل هر چیزی مانند یک سؤال بدون جواب مشخص یا پیشنهاد یا فکری دربارهٔ شبکه باشد؛ و حداقل طول هر یادداشت را برابر با یک جمله در نظر گرفته است. هدف از این اراف‌سی تعیین ویژگی‌هایی برای یادداشت‌ها بوده است تا آنها را از حالت خشک خارج سازد و این تصور را که هر آنچه در آنها نوشته شده است درست است از ذهن‌ها خارج سازد تا بتوان زیمنه‌ای برای بحث و بهبود عملکرد شبکه‌ها فراهم آورد.